# Enstaberga
Enstaberga – miejscowość (tätort) w Szwecji, położona w regionie administracyjnym (län) Södermanland (gmina Nyköping).
Miejscowość położona jest w prowincji historycznej Södermanland, ok. 10 km na zachód od Nyköping, przy linii kolejowej Åby (Norrköping) – Nyköping – Järna (Nyköpingsbanan). Na północ od Enstaberga przebiega trasa europejska E4.
W 2010 r. Enstaberga liczyła 430 mieszkańców.